# Gollanabeedusaragur, Heggadadevankote
Gollanabeedusaragur là một làng thuộc tehsil Heggadadevankote, huyện Mysore, bang Karnataka, Ấn Độ.